# Florești (Aranyosfő község)
Florești település Romániában, Fehér megyében.  Közigazgatásilag Aranyosfő községhez tartozik.

## Fekvése
Florești Fehér megye északnyugati részén, a Mócvidéknek nevezett néprajzi régióban, az Erdélyi-középhegységben fekvő település. Az Aranyos folyó balpartján helyezkedik el.

## Története
A település az 1950-es évekig Aranyosfő részét képezte, majd a frissen függetlenné vált Lezesthez került. Rövidesen azonban maga is önálló településsé vált. Az 1966-os népszámlálás idején 131 lakosa volt, nemzetiség szerint mind románok. 2002-ben már csak 37 román nemzetiségű lakosa volt.